# فریدرسدورف (زاکسونی)-آنهالت
فریدرسدورف (زاکسونی)-آنهالت (به آلمانی: Friedersdorf) یک منطقهٔ مسکونی در آلمان است که در Muldestausee واقع شده‌است. فریدرسدورف ۱٬۹۵۹ نفر جمعیت دارد.